# Václav Nič
Václav Nič es un deportista checoslovaco que compitió en piragüismo en la modalidad de eslalon. Ganó seis medallas en el Campeonato Mundial de Piragüismo en Eslalon entre los años 1949 y 1961.

## Palmarés internacional
| Campeonato Mundial | Campeonato Mundial | Campeonato Mundial | Campeonato Mundial |
| Año                | Lugar              | Medalla            | Competición        |
| ------------------ | ------------------ | ------------------ | ------------------ |
| 1949               | Ginebra (Suiza)    | Medalla de plata   | C2 por equipos     |
| 1951               | Steyr (Austria)    | Medalla de oro     | C1 por equipos     |
| 1951               | Steyr (Austria)    | Medalla de plata   | C2 por equipos     |
| 1953               | Merano (Italia)    | Medalla de plata   | C1 individual      |
| 1953               | Merano (Italia)    | Medalla de plata   | C2 individual      |
| 1961               | Hainsberg (RDA)    | Medalla de bronce  | C2 mixto           |